# Џубили линија
Џубили линија (енгл. Jubilee Line) је једна од линија лондонског метроа. Линија је једним делом постављена у дубинским тунелима а другим иде по површини.

## Историја
Џубили линија отворена је 1. маја 1979. и преузела је инфраструктуру једног огранка Бејкерлу линије како би смањила загушеност на тој линији која је у то време располагала са два огранка. Преузети сегменат, између Стенмора и Бејкер Стрита, продужен је за 4 km кроз централни Лондон да би тадашња линија завршавала на новоизграђеној железничкој станици Черинг Крос. Некадашња Черинг Крос станица која опслужује Кружну, Дистрикт, Бејкерлу и Северну линију преименована је у Имбекмент. Нова Черинг Крос станица је у изградњи повезана са оближњим станицама Стренд и Трафалгар Сквер чиме је добијена јединствена целина са једним именом.
Џубили линија је име добила по сребрном јубилеју владавине краљице Елизабете II а одатле потиче и боја којом се она означава. Линија отворена 1979. је, међутим, била тек први део, односно фаза изградње Џубили линије. Први планови су је видели како се продужава испод Темзе све до Луишхема, али је недостатак новца за финансирање пројекта прекинуо даљи развој све до 1990-их.
Оно што је потстакло даљи раст линије био је један од најамбициознијих пројеката у историји Лондона - поновни развитак целокупног подручја накадашње Луке Лондон, које се назива Докландс. Конструкција новог дела линије све до Страфорда почела је раних 90-их и завршена 1999. Нове станице су отворене у три фазе и представљају највише домете у архитектури на подземној. Линија је добила нову станицу у центру - Грин Парк - али је једно време наставила да саобраћа и до Черинг Кроса што је касније обустављено. Данашња траса је води од Стенмора на северозападу до Стратфорда на југоистоку и нема огранке.

## Возни парк
Џубили линија је неколико пута променила возни парк. По отварању, у употребу су ушли возови типа 1972 Тјуб сток који ће 1984. бити предати Северној линији. Њих на Џубили линији замењују возови серије 1983 Тјуб сток који ће се показати као не претерано практични у употреби. Наиме сви возови ове серије имали су једнокрилна клизна врата и знатно су успоравали улазак и излазак путника у поређењу са другим возовима. Првом приликом, у склопу припрема за велико проширење из 1999, ови су замењени новим 1996 Тјуб сток возовима који су далеко практичнији и удобнији за путнике.
Линија је 26. децембра 2005. затворена на пет очекиваних дана ради унапређења возног парка. Наиме, дотадашње композиције су се састојале из шест вагона, а унапређење је предвидело повећање броја вагона на 7 као и увођење додатна четири воза у употребу на линији. Иако ово не изгледа као проблем због кога је потребно затворити прометну линију, он то ипак јесте. Све линије подземне се ослањају на синхронизовано кретање композиција, а оно није могуће уколико су оне различитих димензија. Сигнални систем је такође требало унапредити и ускладити променама. Увођењем нових возова укупан број је порастао на 63 што је повећало капацитет линије за 6.000 путника у шпицу или 17%. Радови су завршени два дана пре рока, и линија је поновно пуштена у употребу 29. децембра.

## Станице
- Стенмор - терминус
- Кенонс Парк
- Квинсбури
- Кингсбури
- Вемблин Парк
- Незден
- Долис Хил
- Вилзден Грин
- Килбурн
- Вест Хемпстед
- Финчли Роуд
- Свис Котиџ
- Св. Џонс Вуд
- Бејкер Стрит
- Бонд Стрит
- Грин Парк
- Вестминстер
- Вотерлу
- Садарк
- Лондон Бриџ
- Бермондзи
- Кенада Вотер
- Кенари Ворф
- Норт Гренич
- Кенинг Таун
- Вест Хам
- Стратфорд - терминус, депо